# Cuisine pakistanaise

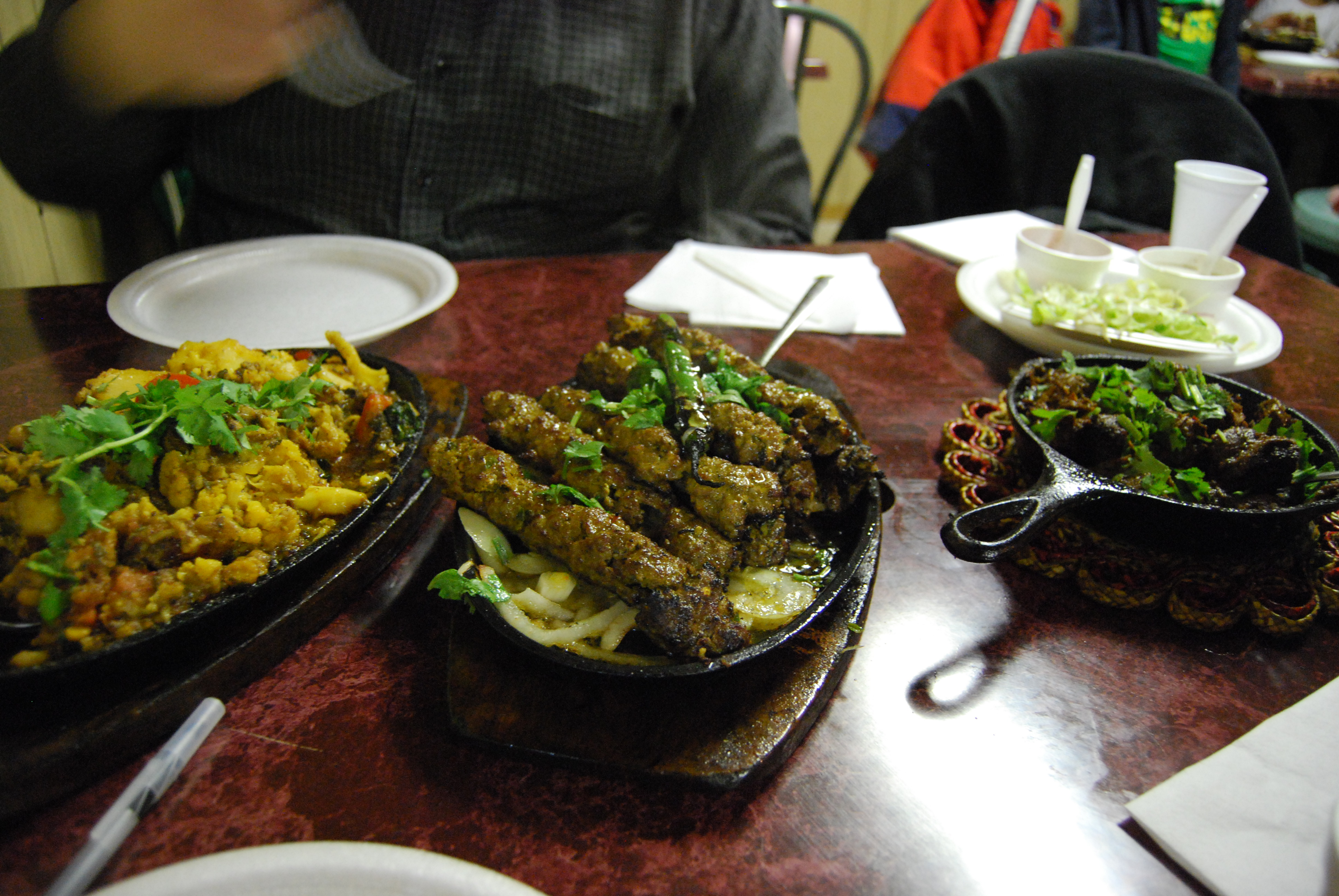
Des plats traditionnels pakistanais. De gauche à droite : aloo gobi, seekh kabab et bœuf karahi.

La cuisine pakistanaise (ourdou : پاکستانی پکوان) est un mélange de diverses traditions culinaires régionales d'Asie du Sud. Elle est très similaire à la cuisine indienne du Nord, mais intègre de minimes influences d'Asie centrale et du Moyen-Orient, et celle-ci est plus orientée vers la viande. La fusion avec la cuisine mughlai est la plus populaire dans la plupart des restaurants pakistanais.
Au Pakistan, la cuisine est très variable d'une région à une autre, et reflète la diversité ethnique et culturelle du pays. La nourriture dans les provinces de l'est du Pendjab et du Sind peut être très assaisonnée et épicée, ce qui est caractéristique des saveurs de la région d'Asie du Sud. L'alimentation dans d'autres régions du Pakistan, en particulier au Baloutchistan, en Azad Cachemire, au Gilgit-Baltistan, en Khyber Pakhtunkhwa et dans les régions tribales du Pakistan détient également des goûts distincts sur la base de diverses influences régionales.
La cuisine internationale et la restauration rapide sont populaires dans les villes. Alliant recettes locales et étrangères (cuisine fusion), telle que la cuisine sino-pakistanaise (en), celles-ci sont très communes dans les grands centres urbains. En outre, à la suite de changements de style de vie, les plats préparés réalisés avec des mélanges d'épices (épices mixées et prêts à manger) sont de plus en plus populaires. Toutefois, étant donné la diversité de la population du Pakistan, les cuisines diffèrent généralement de génération en génération et peuvent être différentes de la cuisine traditionnelle pakistanaise.

## Influences historiques

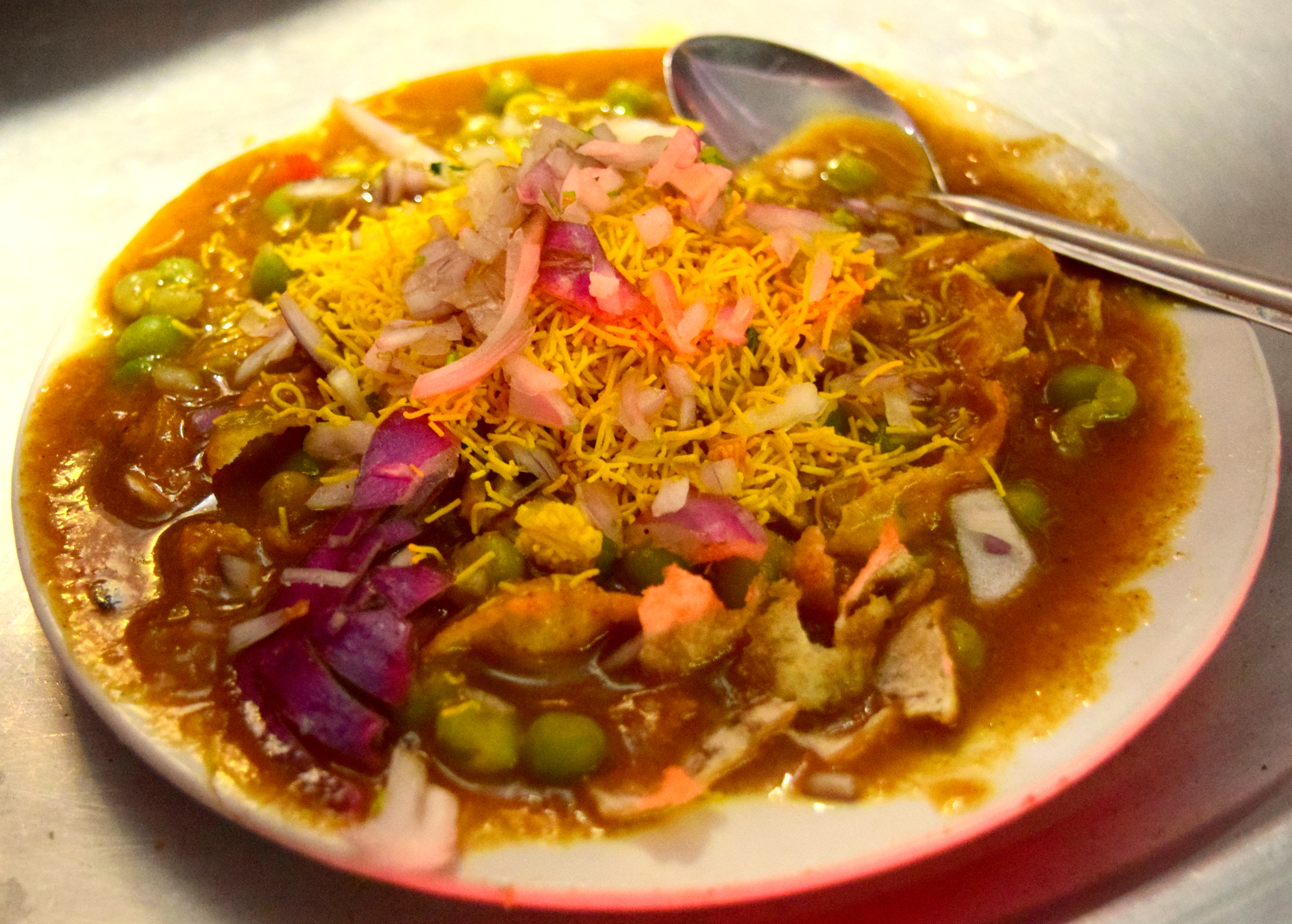
Masala puri.

La cuisine nationale pakistanaise hérite de la culture indo-aryenne et des traditions culinaires musulmanes. Les premières civilisations étaient les Mohenjo-daro et les civilisations harappéennes au Pakistan. Aux alentours de 3000 avant notre ère, le sésame, l'aubergine et le bétail à bosse étaient cultivés dans la vallée de l'Indus, et les épices comme le curcuma, la cardamome, le poivre noir et la moutarde étaient récoltées dans la région en même temps. Depuis au moins un millier d'années, le blé et le riz ont formé l'aliment de base dans la vallée de l'Indus.
L'arrivée de l'islam en Asie du Sud, via le Pakistan, a beaucoup influencé la cuisine locale. Il est depuis interdit aux musulmans de manger du porc ou de consommer de l'alcool. Les Pakistanais se concentrent sur d'autres types de viande, comme le bœuf, l'agneau, le poulet et le poisson, avec des légumes, ainsi que de traditionnels fruits et des produits laitiers.
- Variétés de pains indiens (en), pain indien, Liste de pains pakistanais (en)
- Liste de pains (en)

## Halal
Les musulmans suivent la charia qui répertorie les aliments et les boissons qui sont halal et permis d'être consommés. Les aliments halal sont des produits alimentaires que les musulmans sont autorisés à manger sous les directives diététiques islamiques. Les critères spécifient à la fois les aliments autorisés et comment la nourriture doit être préparée. Les aliments traités sont pour la plupart des viandes qui sont autorisées dans l'islam.

## Ingrédients
Les plats pakistanais sont connus pour avoir des saveurs aromatiques et parfois épicées. Quelques plats contiennent souvent des quantités généreuses d’huile, ce qui contribue à une sensation en bouche plus savoureuse. La cardamome brune, la cardamome verte, la cannelle, les clous de girofle, la muscade, le macis et le poivre noir sont les épices les plus couramment utilisées dans la fabrication d'une grande variété de plats dans tout le Pakistan. Les graines de cumin, la poudre de chili, le curcuma et les feuilles de laurier sont également très populaires. Dans la province du Pendjab, on y ajoute de la poudre de coriandre. Le garam masala (mélange d'épices aromatiques) est un mélange d'épices très populaire utilisé dans de nombreux plats pakistanais.